# Acratodes phakellurata
Acratodes phakellurata là một loài bướm đêm trong họ Geometridae.